# Parafia św. Stanisława w Bruzowicach
Parafia św. Stanisława w Bruzowicach – parafia rzymskokatolicka znajdująca się w Bruzowicach w kraju morawsko-śląskim w Czechach. Należy do dekanatu Frydek diecezji ostrawsko-opawskiej.
Oprócz Bruzowic parafia obejmuje również Kaniowice, Żermanice i Październą. Proboszczem jest administrátor excurrendo parafii w Siedliszczu, ks. Pavel Motyka.

## Historia
Parafia powstała w XIV lub w pierwszej połowie XV wieku. Została wymieniona w spisie świętopietrza, sporządzonym przez archidiakona opolskiego Mikołaja Wolffa w 1447, pośród innych parafii archiprezbiteratu (dekanatu) w Cieszynie, pod nazwą Bransowicz. Na podstawie wysokości opłaty w owym sprawozdaniu liczbę ówczesnych parafian (we wszystkich podległych wioskach) oszacowano na 150.
15 października 1654 parafia znalazła się w nowo utworzonym dekanacie frydeckim.
Po wojnach śląskich i oddzieleniu granicą od diecezjalnego Wrocławia, będącego w odtąd w Królestwie Prus, do zarządzania pozostałymi w Monarchii Habsburgów parafiami powołano w 1770 Wikariat generalny austriackiej części diecezji wrocławskiej. Po I wojnie światowej Bruzowice znalazły się w granicach Czechosłowacji, wciąż jednak podległe były diecezji wrocławskiej, pod zarządem specjalnie do tego powołanej instytucji zwanej: Knížebiskupský komisariát niský a těšínský. W 1939 jako jedna z 17 parafii archidiecezji wrocławskiej pozostała w granicach Protektoratu Czech i Moraw. W 1947 obszar ten wyjęto ostatecznie spod władzy biskupów wrocławskich i utworzono Apostolską Administraturę w Czeskim Cieszynie, podległą Watykanowi. W 1978 obszar Administratury podporządkowany został archidiecezji ołomunieckiej. W 1996 wydzielono z archidiecezji ołomunieckiej nową diecezję ostrawsko-opawską.